# Агоналии
Агона́лии, Аго́ния (лат. Agonalia, Agonia) — у древних римлян праздники и игры в честь Януса, прозванного Агоном (борец), учреждённые в Риме Нумой Помпилием.
Проходили 9 января, 20 мая и 10 декабря в честь Януса, 17 марта в честь Марса (Agonium Martiale), 21 мая в честь Вейовиса и 11 декабря в честь индигетов.

## Древние свидетельства
По мнению Овидия проводились как очистительная жертва Янусу, а по мнению Феста — в честь Гермеса (Меркурия).
Божества игр, как видно на монетах городов, где происходили игры, а также на вазах, изображались в виде сидящих или бегущих, иногда крылатых женских фигур с пальмовой ветвью или посохом в руках и венком на голове.

## Терминология
Слово «agonia» одни считают производным от Януса (Agonius), считавшегося богом всех совершавшихся событий и покровителем всех человеческих начинаний; другие — от названия приносимого в жертву животного, которое, вместо «pecus», называлось «agonia». Считаются также, что название вошло в употребление из-за того, что совершавший жертвоприношение приступал к закланию не иначе, как обратившись к «царю»: — Agone? (приступать?).
День совершения такого жертвоприношения называли также «агониальным», agonius (agonalis) dies. В месте приношения жертвы цезарь Александр выстроил цирк и назвал его Circus agonalis; он находился там, где сейчас Пьяцца Навона с обелиском.